# Frelinghien
Frelinghien – miejscowość i gmina we Francji, w regionie Hauts-de-France, w departamencie Nord.
Według danych na rok 2018 gminę zamieszkiwało 2518 osób, a gęstość zaludnienia wynosiła 223 osób/km² (wśród 1549 gmin regionu Nord-Pas-de-Calais Frelinghien plasuje się na 332. miejscu pod względem liczby ludności, natomiast pod względem powierzchni na miejscu 257.).